# Náboženská obec Církve československé husitské ve Frýdlantě v Čechách

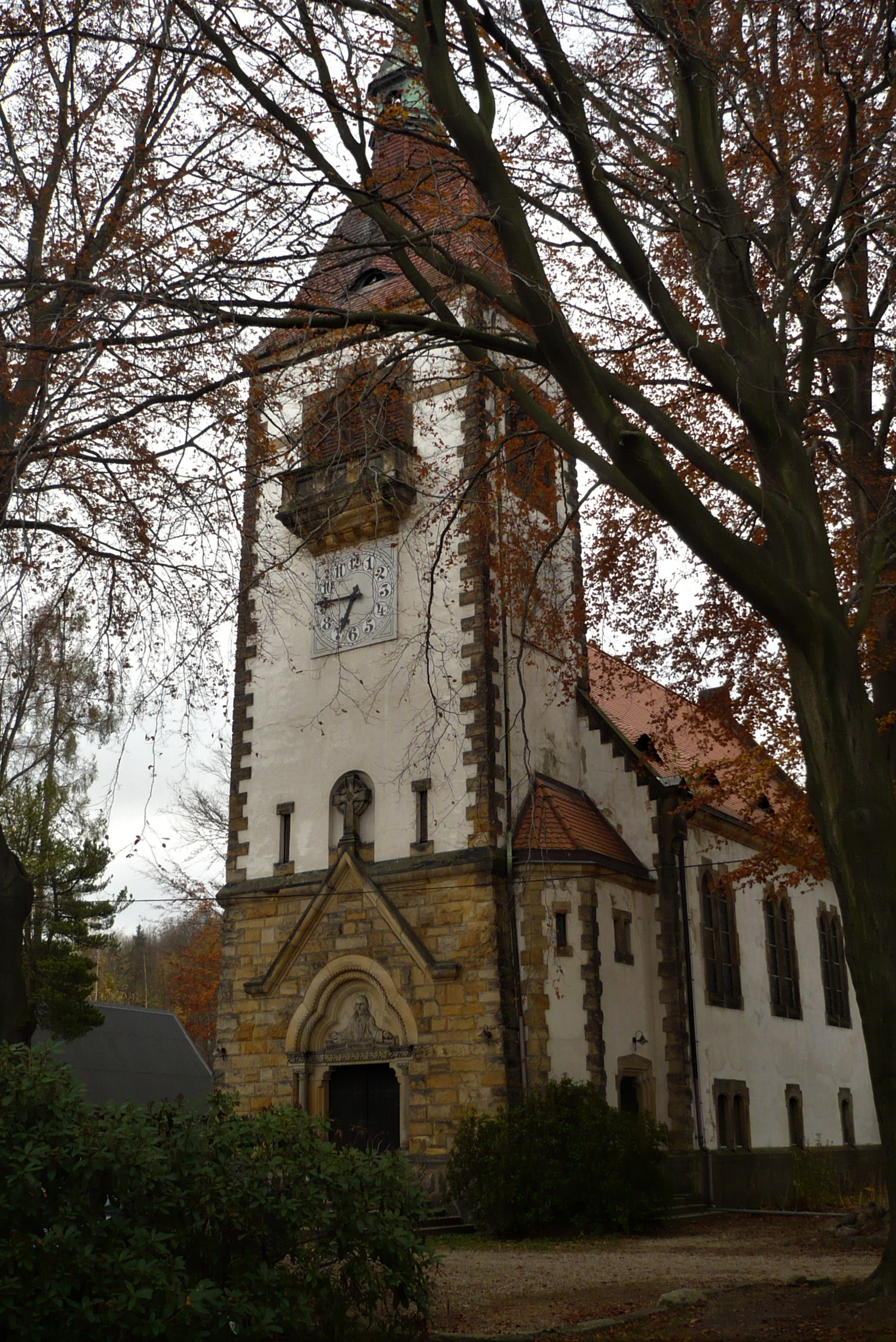
Kostel CČSH ve Frýdlantě

Náboženská obec Církve československé husitské ve Frýdlantě v Čechách (někdy je „Frýdlant v Čechách“ zkracován pouze na „Frýdlant“) je obcí Církve československé husitské, jež působí v severočeském Frýdlantě a blízkých obcích. Spadá do Libereckého vikariátu Královéhradecké diecéze této církve a je jedinou náboženskou obcí ve Frýdlantském výběžku. Bohoslužby a náboženská shromáždění koná obec vedle frýdlantského kostela Krista Spasitele také v místním Domově U Spasitele, dále domově důchodců v Jindřichovicích pod Smrkem a v Hejnicích. Farářkou je v roce 2013 Mgr. Ing. Henrieta Zejdová.